# Pécharmant

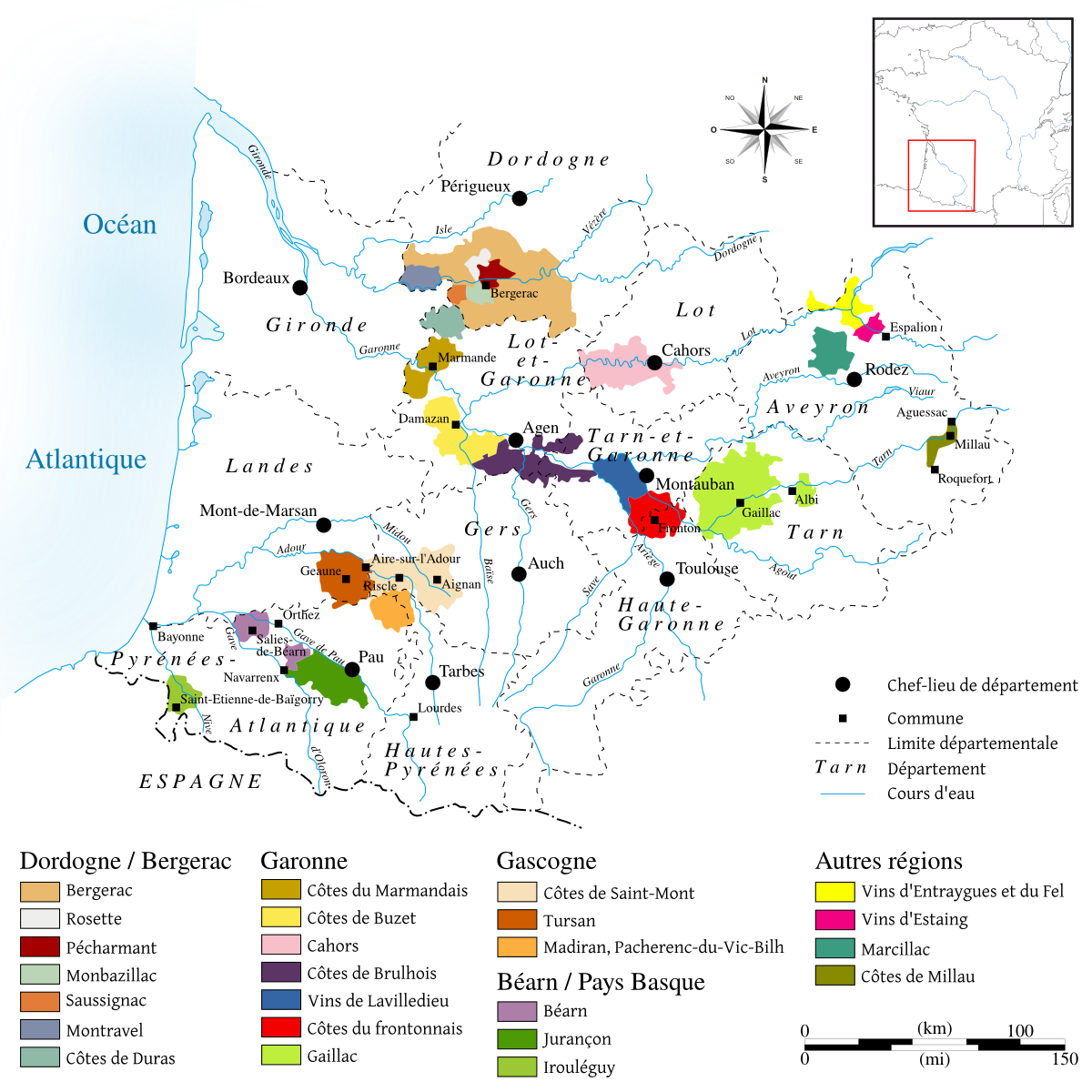
Die Weinanbauregion Sud-Ouest

Pécharmant ist ein Anbaugebiet für Rotwein innerhalb des Gebietes Bergerac. Es liegt nordöstlich der Stadt Bergerac, am rechten Ufer der Dordogne und zählt zur Region Sud-Ouest. Das gut 400 Hektar große Gebiet umfasst Flächen innerhalb der Gemeinden Bergerac, Creysse, Lembras und Saint-Sauveur im Département Dordogne. In Sichtweite liegt das Weinbaugebiet Monbazillac. Seit 1946 besitzt Pécharmant den Status einer Appellation d’Origine Contrôlée (kurz AOC). Im Jahr 2002 wurden 15.113 Hektoliter erzeugt.

## Der Wein
Der Pécharmant ist ein vollmundiger und körperreicher Rotwein. Sein Bukett zeigt Noten von reifen und getrockneten Früchten. Er stellt die qualitative Spitze der Weinbauregion von Bergerac dar. Im Keller verbessert er sich zwischen vier und zehn Jahre lang. Die optimale Trinktemperatur liegt bei 16–17 °C. Das bekannteste Weingut von Pécharmant ist das traditionsreiche Château de Tiregand, das der Familie Saint-Exupéry gehört. Andere bekannte Güter sind Château Corbiac, Château de Biran, Château La Mouthe, Château La Renaudie, Château La Tilleraie, Château les Farcies du Pech', Château Malbernat, Château Métairie Haute, Château Neyrac, Château de Peytirat, Clos Montalbanie, Domaine Brisseau Belloc, Domaine de la Curguetière, Domaine de l’Ancienne Cure, Domaine de La Metairie, Domaine des Costes, Domaine du Haut-Pécharmant, Domaine du Haut-Pécharmant Cuvée Prestige, Domaine du Vieux Sapin, Château Terre Vieille, Hameau de Pécharmant und Kressmann Pécharmant Grande Réserve.
Der Pécharmant muss aus mindestens drei der vier zugelassenen Rebsorten Cabernet Franc, Cabernet Sauvignon, Malbec (hier Côt genannt) und Merlot gekeltert werden. Der Ertrag ist auf 45 Hektoliter / Hektar begrenzt. Der Wein ist immer trocken, sein Restzuckergehalt darf max. 3 Gramm/Liter betragen. Teilweise wird er in neuen Barriques ausgebaut.

## Klima und Boden
Die Region von Bergerac unterliegt einem starken ozeanischen Einfluss mit milden Wintern. Besonders starke Niederschläge fallen im Frühjahr und Spätherbst. Die Sommer sind dagegen zumeist heiß und trocken. Das Wetter ist oft bis in den November hinein stabil. Im Tal der Dordogne bildet sich häufig Nebel, der die Bildung von Edelfäule begünstigt.
Auf dem orographisch rechten Ufer der Dordogne besteht der Boden nördlich der Stadt Bergerac aus Sedimenten, die den Sockel aus Kalkstein der Kreidezeit überlagern. Diese mageren und durchlässigen Kiessandböden kommen roten Rebsorten entgegen. Der Pécharmant besitzt das wohl beste Rotwein-Terroir des Bergerac. Die Weinberge liegen auf lehmig-sandigen, von Kies durchsetzten Hügeln. Den Untergrund bildet zu Mergel verwitterter Kalkstein. Er ist stark eisenhaltig, was dem Wein in der Jugend ein charakteristisches rustikales Aroma verleiht. Die nach Süden ausgerichteten Hänge besitzen ein besonders günstiges Mikroklima.
|                       | Jan | Feb  | Mär  | Apr  | Mai  | Jun  | Jul  | Aug  | Sep  | Okt  | Nov  | Dez  |   |      |
| Mittl. Tagesmax. (°C) | 9,3 | 11,3 | 14,3 | 16,7 | 20,8 | 24,1 | 27,1 | 27,1 | 23,8 | 18,8 | 12,8 | 10,1 | ⌀ | 18,1 |
| Mittl. Tagesmin. (°C) | 1,3 | 1,8  | 3    | 5,1  | 9,1  | 12,1 | 14,1 | 13,6 | 10,8 | 8,1  | 4,0  | 2,2  | ⌀ | 7,1  |
|                       |     |      |      |      |      |      |      |      |      |      |      |      |   |      |
| Niederschlag (mm)     | 52  | 63   | 42   | 80   | 68   | 73   | 53   | 66   | 79   | 71   | 80   | 82   | Σ | 809  |

| 1,3 |

| 1,8 |

| 3 |

| 5,1 |

| 9,1 |

| 12,1 |

| 14,1 |

| 13,6 |

| 10,8 |

| 8,1 |

| 4,0 |

| 2,2 |

| 1,3 |

| 1,8 |

| 3 |

| 5,1 |

| 9,1 |

| 12,1 |

| 14,1 |

| 13,6 |

| 10,8 |

| 8,1 |

| 4,0 |

| 2,2 |

| N i e d e r s c h l a g | 52  | 63  | 42  | 80  | 68  | 73  | 53  | 66  | 79  | 71  | 80  | 82  |
|                         | Jan | Feb | Mär | Apr | Mai | Jun | Jul | Aug | Sep | Okt | Nov | Dez |